# Fabrasia borgmeieri
Fabrasia borgmeieri là một loài bọ cánh cứng trong họ Ptinidae. Loài này được Lawrence & Reichardt miêu tả khoa học năm 1966.